# Zimmersheim
Zimmersheim es una localidad y comuna francesa, situada en el departamento de Alto Rin, en la Región de Gran Este.

## Demografía
| Gráfica de evolución demográfica de Zimmersheim entre 2005 y 2019 |
|                                                                   |

Fuentes: INSEE.